# Matthieu Abrivard
Matthieu Abrivard, född 28 april 1985, är en fransk travtränare, travkusk och montéryttare. Han har vunnit bland annat Prix de Cornulier med hästen Jag de Bellouet, och Prix de Paris med Private Love. Till mars 2018 har Abrivard kört och ridit över 15 000 lopp, och vunnit nästan 2 000 av de.
Han är tillsammans med montéryttaren Nathalie Henry, som han även har två barn med.

## Karriär
Matthieu Abrivard växte upp i en travintresserad familj, han är brorson till travtränaren och kusken Laurent-Claude Abrivard och kusin till Alexandre Abrivard. Han började tävla vid 16 års ålder och fick stor hjälp av travprofilen Joël Hallais i början av sin karriär. Han visade tidigt sina kunskaper i sadeln, och som 18-åring vann hann sitt första Grupp 2-lopp, Prix Lavater på Vincennesbanan utanför Paris. 
2004 vann han sitt första Grupp 1-lopp då han vann Prix de Cornulier med hästen Jag de Bellouet. Tillsammans med Jag de Bellouet vann han Prix de Cornulier även 2005 och 2006, samt ett flertal andra Grupp 1-lopp i monté. 2010 vann han karriärens hittills största sulkylopp, då han tillsammans med Private Love vann Prix de Paris, som även detta var ett Grupp 1-lopp.
Han vann utmärkelsen Étrier d'or tre år i rad (2008, 2009, 2010) då han vunnit flest montélopp i Frankrike. Tillsammans med sin egentränade Bellissima France tog han ännu en seger i Prix de Cornulier 2017.

## Deltagande i Elitloppet
Abrivard har deltagit i Elitloppet fyra gånger. Första gången i Elitloppet 2009 tillsammans med hästen Nimrod Borealis. Ekipaget kvalade in till finalheatet, och slutade där på en fjärdeplats. Ekipaget ställde även upp året efter, men slutade oplacerade i sitt kvalheat och kvalificerade sig inte till finalheatet. I 2013 års upplaga av Elitloppet fick han chansen att köra hästen Commander Crowe, tränad av Fabrice Souloy. Ekipaget slutade på en femteplats i sitt kvalheat och kvalificerade sig inte till finalheatet. I Elitloppet 2015 körde Abrivard hästen Ustinof du Vivier tränad av Sébastien Guarato, men ekipaget diskvalificerades redan i kvalheatet då de galopperat.